# Exor Group
Exor S.A., comunemente nota come Exor Group, è stata una holding lussemburghese controllata interamente dalla famiglia Agnelli tramite la Giovanni Agnelli e l'IFI.
Costituita nel 1991, Oggi è confluita in Exor, la società nata dalla fusione di IFI e IFIL e Exor Group.